# George Dietz (Ruderer)
George John Dietz (* 9. Januar 1880 in St. Louis; † 19. April 1965 in New York City) war ein US-amerikanischer Ruderer. 
Bei den Olympischen Spielen 1904 in St. Louis siegten in den fünf olympischen Bootsklassen ausschließlich Boote aus den Vereinigten Staaten. Vier Siegerboote kamen von Rudervereinen der Ostküste. Lediglich im Vierer ohne Steuermann stammten alle drei teilnehmenden Boote aus der gastgebenden Stadt St. Louis. Das Boot des Century Boat Club mit Arthur Stockhoff, August Erker, George Dietz und Albert Nasse siegte mit zwei Bootslängen Vorsprung vor dem Boot des Mound City Rowing Club.
George Dietz war später viele Jahre Manager im Shardell Hotel in St. Louis.